# Grillo
Grillo – odmiana winorośli właściwej o zielonożółtej skórce, pochodząca z Włoch. Jeden z podstawowych szczepów na Sycylii. Tradycyjnie z grillo produkowano marsalę i nadal uchodzi za najlepszą odmianę na to wino.

## Pochodzenie
Odmiana pochodzi z Włoch i po raz pierwszy była wzmiankowana w 1873 roku. Stanowi naturalną hybrydę odmian uprawnych catarratto bianco i muscat of alexandria (zibibbo), co potwierdziły badania markerów DNA. Hipoteza o sprowadzeniu grillo pod koniec XIX wieku z Apulii na Sycylię nie znajduje potwierdzenia w dowodach.

## Charakterystyka
Grillo jest bardzo plenne i rośnie bujnie. Jest wrażliwe na mączniaka prawdziwego. Odporne na niskie temperatury zimą.

## Wina
Wino pełne, przyjemne, orzeźwiające, z lekko wyczuwalnymi garbnikami. Odmiana ma potencjał jakościowy i jest określana jako aromatyczna i elegancka.
Według Suppa i Mausa grillo uprawiane masowo rzadko jest interesujące ze względu na wysokie plony, ale przy ograniczanej wydajności wina są pełne i wartościowe, np. w apelacji Alcamo DOC.
Grillo jest często wykorzystywane w kupażach z innymi sycylijskimi odmianami: inzolia (ansonica) i catarratto bianco. Ważną rolę odgrywa produkcja marsali, choć wymienione odmiany mogą być preferowane ze względu na jeszcze wyższą plenność.
Liczne apelacje sycylijskie mają odmianowy wariant z wykorzystaniem grillo. Dostępne są też jednoszczepowe wina IGT Sicilia z odmiany.

## Rozpowszechnienie
Powierzchnia upraw podlega wahaniom: w 1982 roku zarejestrowano 4965 ha upraw, w 2000 roku było we Włoszech 1808 ha, a w 2008 roku na samej Sycylii grillo zajmowało 4118 ha.

## Synonimy
Prócz nazwy grillo używa się kilku synonimów: ariddu, riddu, rossese bianco (z Ligurii)